# Глєбова Ірина Миколаївна
Ірина Миколаївна Глєбова (рос. Ирина Николаевна Глебова; 3 вересня 1949, Харків, УРСР, СРСР — 26 лютого 2025, Єфремов, РФ) — російськомовна українська письменниця, член НСПУ та Спілки письменників Росії (первісно член СП СРСР з 1977 року), лауреат Всеукраїнського творчого конкурсу Міністерства внутрішніх справ України, премій імені Бориса Слуцького та «Слобожанщина».
Певний час друкувалась під дівочим прізвищем як Ірина Полякова (рос. Ирина Полякова).

## Біографія
Після завершення школи два роки працювала контролером в інструментальному цеху Харківського тракторного заводу. У 1977 році закінчила факультет журналістики Ростовського державного університету, у якому навчалась заочно. З 1971 року по 1983 рік працювала кореспондентом газети «Темп» при ХТЗ.
Друкувала вірші в періодиці з 18 років, відвідувала літературну студію при тракторному заводі. У 1975 році стала учасницею 6-ї Всесоюзної наради молодих письменників у Москві, де її творчість відзначили поети Вадим Шефнер та Олжас Сулейменов. У 1976 році Ірина Полякова видала свою першу збірку поезій, а у 1977 році була прийнята до Спілки письменників СРСР (стала наймолодшим членом спілки на момент вступу).
Була одружена з Володимиром Глєбовим, поетом і художником.
Померла 26 лютого 2025 року у Єфремові Тульської області Російської Федерації, куди перебралась разом із чоловіком після початку Повномасштабного вторгнення Росії.

## Творчість
Публікувалася з 1970-го, писала російською мовою. Творчий шлях починала з ліричної і громадянської поезії, але з 1996 року перемкнулась на жанрову прозу.
Головно відома за серією історичних детективів про харківського сищика Вікентія Петрусенка, дія яких розгортається в останні роки царату. Перші дві книжки серії були видані «Фоліо» спільно з «АСТ», проте після нищівної критики від російського літератора Романа Арбітмана, зокрема щодо епігонства до Акуніна, співпрацю було припинено. Після повернення прав письменниця друкувалася в «Ексмо».
Переклала з вірменської мови на російську збірки віршів «Дороги, дороги…» (2001), «Розбиті мрії» (2002), «Початок кінця» (2003) Анаїт Саркисян.
Багато років вела секцію обласного літературного семінару «Молода Слобожанщина» при харківському осередку НСПУ. Наприкінці життя регулярно друкувалась у єфремовській газеті «Панорама Красивомеччя».